# Parachutage d'armes à Purulia
Le parachutage d'armes à Purulia désigne le parachutage illégal d'armes au-dessus de Purulia au Bengale-Occidental en Inde le 17 décembre 1995,. L'équipage était conduit par Niels Holck alias Kim Davy et par Peter Bleach. Par la suite Niels Holck prétendra que l'opération était organisée par le gouvernement de l'Inde aidé des services spéciaux RAW et MI5 pour renverser le gouvernement alors communiste du Bengale-Occidental. Peter Bleach, ancien agent spécial et vendeur d'armes, passera plusieurs années en prison en Inde durant lesquelles il explique avoir été un agent-double du MI5 qui l'aurait ensuite trahi. Selon lui le but de sa mission était l'arrestation de Niels Holck par les autorités indiennes.

## Documentaire
- Andreas Koefoed, Vol secret (Våbensmuglingen), 2014, 50 min